# 이진홍
이진홍(1967년 9월 30일~)은 대한민국의 성우이다. 1989년 EBS에 입사했으며 1994년 MBC의 재입사하여, 현재는 MBC 12기이다. 문화방송 성우극회 소속.

## 주요 출연작품

### 애니메이션
- 《날아라 호빵맨》 (MBC) - 새우튀김덮밥맨 / 주먹밥맨
- 《릴로 & 스티치》 (KBS)
- 《미래소년 코난》 (MBC)
- 《빌리와 맨디의 무시무시한 모험》 (카툰네트워크) - 해롤드
- 《사랑의 큐피드》 (MBC)
- 《슈퍼 K》 (MBC)
- 《암행어사 정약용》 (MBC)
- 《요술소녀》 (MBC)
- 《우주탐사대》 (투니버스)
- 《이야기 보따리》 (SBS)
- 《저스티스 리그》 (카툰네트워크) - 그린 애로우
- 《지구용사 벡터맨》 (KBS,투니버스) - 버그 사령관
- 《타잔》 (KBS)
- 《탐정소녀 킴파서블》 (KBS)
- 《파뇨파뇨 디지캐럿》 (MBC) - 집사
- 《핑크 팬더》 (MBC)

### 극장용 애니메이션
- 《리오》
- 《박스트롤》 - 까망베르
- 《치킨 리틀》
- 《쿵푸 팬더》 - 토끼 웨이터 / 쌍둥이 돼지1

### 영화
- 《가위손》 (MBC) - 짐 (앤서니 마이클 홀)
- 《겨울 전쟁》 (MBC)
- 《그랑 블루》 (SBS)
- 《나 홀로 집에 2》 (MBC) - 경찰(로드 셀)
- 《나니아 연대기 3》 - 린스(아서 엔젤)
- 《대복성》 - 다람쥐(고릉풍)
- 《도망자》 (MBC)
- 《리노의 도박사》 (MBC)
- 《미시시피 버닝》 (MBC)
- 《바비》 (MBC) - 쿠퍼(샤이아 러버프) / 윌리엄(일라이저 우드)
- 《방세옥》 (SBS) - 상인
- 《백색공포》 (MBC)
- 《뱀파이어 해결사》 (MBC)
- 《복제인간의 제국》 (MBC)
- 《붉은 가마》 (MBC)
- 《베토벤》(MBC) - 마크의 친구(코리 댄지거)
- 《비독》 (MBC)
- 《비치》 (SBS)
- 《사랑할 때 버려야 할 아까운 것들》 (SBS) - 웨이터(T. J. 타인)
- 《쉬즈 더 맨》 (MBC) - 듀크 (채닝 테이텀)
- 《신투첩영》 (MBC) - 피닉스
- 《어 퓨 굿 맨》 (MBC)
- 《에디》 (MBC)
- 《영 건 2》 (MBC)
- 《인디펜던스 데이》 (MBC)
- 《적벽대전》 (MBC)
- 《정이건의 영웅》 (MBC)
- 《중환영웅》 (SBS)
- 《크림슨 타이드》 (MBC)
- 《클리핑행어 - 죽음의 질주》 (MBC) - 디미트리
- 《파워 오브 원》(MBC) - 야피 보타(다니엘 크레이그)
- 《프리퀀시》 (SBS)
- 《퍼펙트 머더》 (SBS)
- 《화이트 스콜》 (MBC)
- 《환영특공》 (MBC)
- 《플래툰》 (MBC) - 병사(테리 맥킬베인)
- 《여인의 향기》 (MBC)

### 외화
- 《꽃보다 남자》 (MBC) - 야먼
- 《롬멜》 (CNTV) - 호파커
- 《밴드 오브 브라더스》 (MBC)
- 《제너레이션 워》 (CNTV)
- 《존 그리섬의 의뢰인》 (MBC)
- 《한나 몬타나》 (디즈니채널) - 로비

### 방송
- 《뽀뽀뽀》 (MBC) - 재미노
- 《서프라이즈》 (MBC)
- 《TV특종 놀라운 세상》 (MBC)
- 《MBC 다큐프라임》 (MBC)

### 라디오
- 《만화열전 - 공포의 외인구단》 (MBC 라디오) - 조상구
- 《만화열전 - 호텔 아프리카》 (MBC 라디오) - 요원3
- 《만화열전 - 힙합》 (MBC 라디오) - 단발
- 《만화열전 - 열혈강호》 (MBC 라디오) - 자객1 / 동규
- 《만화열전 - 레드문》 (MBC 라디오) - 오맹식

### 게임
- 《루나 실버스타 스토리》 - 아레스
- 《사이킥 포스 2012》 - 세츠나
- 《갓 오브 워 2》 - 페르세우스 / 반역자2 / 스파르타 군인